# 12 vivos
12 vivos es el álbum en vivo de la banda argentina de ska Los Auténticos Decadentes, publicado en el 2004.

## Lista de canciones
1. Aguinaldo (frío, calor) (Mi Vida Loca)
2. No puedo (Hoy Trasnochė)
3. La marca de la gorra (Fiesta Monstruo)
4. Corazón (Mi  vida Loca)
5. ¿Qué vas a hacer conmigo? (Supersonico)
6. El gran señor (Cualquiera puede cantar)
7. Besándote (Mi Vida Loca)
8. Los piratas (Cualquiera pueden cantar)
9. El rozador (Hoy Trasnochė)
10. El jorobadito (con Attaque 77) (El Milagro Argentino)
11. Lejos de ti (Cualquiera puede cantar)
12. Turdera (Mi vida loca)
13. Que me pisen (con Ricardo Mollo, Diego Arnedo y Alberto Troglio) (Inedita)
14. Cyrano (Cualquiera puede cantar)
15. Te contaron (Hoy Trasnochė)
16. El chorro (Cualquiera puede cantar)
17. La chica del sur (Mi vida Loca)
18. El murguero (Mi vida loca)
19. Gente que no (con Todos Tus Muertos) (Los reyes de la Canción)
20. La guitarra (con Javier Calamaro) (Mi Vida Loca)
21. Loco (tu forma de ser)[1] (El Milagro Argentino)